# Chiến dịch Bắc Virginia
Chiến dịch Bắc Virginia, còn có tên Chiến dịch Bull Run thứ hai hay Chiến dịch Manassas thứ hai, là một chuỗi các trận đánh diễn ra tại Virginia trong tháng 8 và tháng 9 năm 1862 thuộc Mặt trận miền Đông thời Nội chiến Hoa Kỳ. Đại tướng Liên minh miền Nam Robert E. Lee, sau thắng lợi của Chuỗi trận Bảy ngày trong Chiến dịch Bán đảo đã hành quân lên phía bắc nhắm hướng Washington, D.C., và đánh bại thiếu tướng John Pope cùng với Binh đoàn Virginia của ông ta.
Lo ngại việc binh đoàn của Pope có thể sẽ kết hợp lực lượng với Binh đoàn Potomac của thiếu tướng George B. McClellan và áp đảo mình, Lee liền phái thiếu tướng Thomas J. "Stonewall" Jackson tiến lên phía bắc chặn đánh cuộc tiến quân của Pope đến Gordonsville. Hai lực lượng này đầu tiên giao chiến với nhau trong trận Cedar Mountain ngày 9 tháng 8, và quân miền Nam chiến thắng. Lee xác định rằng binh đoàn của McClellan trên bán đảo Virginia sẽ không thể đe dọa thủ đô Richmond được nữa nên đưa hầu hết lực lượng còn lại của mình là đội quân của thiếu tướng James Longstreet tiến theo Jackson. Jackson đã tiến hành một cuộc hành quân kéo dài vòng qua sườn phải của Pope, đánh chiếm kho hàng tiếp tế lớn phía sau lưng Pope tại ga đầu mối Manassas, tiến vào khoảng giữa quân của Pope và thủ đô Washington, D.C. Di chuyển đến một vị trí rất dễ phòng thủ ở ngay gần chiến trường của trận Bull Run thứ nhất năm 1861, Jackson đã đánh lui được nhiều đợt công kích của quân miền Bắc trong ngày 29 tháng 8 trong khi Lee và Longstreet đã tiếp cận chiến trường. Đến ngày 30 tháng 8, Pope tiếp tục công kích, nhưng đã phải bất ngờ trước đòn tấn công của Longstreet cùng với Jackson, và buộc phải rút chạy với tổn thất nặng nề. Chiến dịch kết thúc bằng một đòn tấn công bọc sườn khác của Jackson, đánh bại Pope trong trận Chantilly ngày 1 tháng 9.
Việc điều động Binh đoàn Bắc Virginia của tướng Lee đánh bại John Pope đã được coi như một kiệt tác về mặt quân sự. Sử gia John J. Hennessy đã viết rằng "Lee có thể đã chiến đấu nhiều trận đánh tài tình hơn, nhưng đây là chiến dịch vĩ đại nhất của ông."